# 岐阜市西部体育館
岐阜市西部体育館（ぎふしせいぶたいいくかん）は、岐阜県岐阜市鏡島南2丁目にある体育館である。

## 概要
- 1985年（昭和60年）6月開館。
- 指定管理者制度を導入しており、岐阜南スポーツコミュニティが管理運営する[1][2]。

## 施設
1階
- 会議室
- トレーニング室
- 卓球場
- 柔道場
- 剣道場

2階
- 競技場

広さは1,224㎡
バスケットボール2面、バレーボール2面、バドミントン8面、テニス2面の使用が可能
3階
- 観覧席（固定席168席）

## 利用案内
- 住所：岐阜県岐阜市鏡島南2丁目8-40
- 開館時間：9:00〜21:00
- 休館日：月曜日、年末年始（12月29日〜1月3日）

## 交通アクセス
- 東海道本線西岐阜駅下車、徒歩約15分。
- 岐阜バス鏡島市橋線「市岐商前」バス停より徒歩約10分。
  - 名鉄岐阜駅（名鉄岐阜のりば）・岐阜駅（JR岐阜駅バスターミナル）より、【K15】「市橋」（西野町・鏡島弘法経由）行き
- 西ぎふ・くるくるバス「市立岐商前」バス停より徒歩約5分。

## 周辺施設
- 岐阜市立岐阜商業高等学校
- 岐阜市立市橋小学校
- 岐阜市立鏡島小学校
- 西岐阜駅